# International Development Association

World Bank, IBRD, IDA: gemeinsames Logo

Die International Development Association (IDA), engl. für Internationale Entwicklungsorganisation, ist eine Unterorganisation der Weltbankgruppe, deren Rolle die Armutsbekämpfung in Ländern mit besonders niedrigem Einkommensniveau ist. Sie gewährt den betroffenen Ländern zinslose Langzeit-Kredite zu besonders günstigen Bedingungen.

## Geschichte
Die IDA wurde am 24. September 1960 mit den Mitgliedern Australien, China, Deutschland, Indien, Italien, Kanada, Malaysia, Norwegen, Pakistan, Schweden, Sudan, Vereinigtes Königreich, Vereinigte Staaten und Vietnam mit einem Gesamtvolumen von 787 Millionen US-Dollar zur Förderung des Wirtschaftswachstums der unterstützten Länder gegründet. Sie ist in rechtlicher und finanzieller Hinsicht von der Weltbank abhängig und wird auch von ihr verwaltet. Die IDA spielt eine Schlüsselrolle bei der Umsetzung der Armutsbekämpfungsstrategie der Weltbankgruppe. Sie hat die gleiche Zielsetzung wie die IBRD, gewährt ihre Kredite jedoch zu weitaus günstigeren Bedingungen (zinslos, Laufzeit 35 oder 40 Jahre, 10 Freijahre, Bearbeitungsgebühr von 0,75 % pro Jahr) an ärmere Länder. Formale Zugangsvoraussetzung zu den IDA-Krediten ist ein durchschnittliches Pro-Kopf-Einkommen von bis zu 1506 US-Dollar pro Jahr. Wegen der begrenzten IDA-Mittel gilt aber in der Vergabepraxis als Obergrenze ein Pro-Kopf-Einkommen von 885 US-Dollar.
Der erste IDA-Kredit über 9 Millionen US-Dollar wurde am 12. Mai 1961 für ein Straßenbauprojekt in Honduras vergeben.
Im Geschäftsjahr 2003 vergab die IDA Kredite und Zuschüsse in Höhe von circa 7,3 Mrd. US-Dollar für 141 Projekte und Programme in 55 Ländern. Seit einigen Jahren wird die Mittelvergabe an die einzelnen Länder verstärkt an die Existenz entwicklungsförderlicher Rahmenbedingungen geknüpft. Seit 1999 spielen Fragen der guten Regierungsführung – unter anderem Verantwortlichkeit, Transparenz, Rechtsstaatlichkeit und Partizipation – in diesem Zusammenhang eine maßgebliche Rolle.
Anders als die IBRD beschafft sich die IDA die Mittel für ihre Kredite nicht auf den Kapitalmärkten, sondern finanziert sie aus Beiträgen der Mitgliedsländer, Gewinnüberweisungen der IBRD sowie zunehmend auch aus Kreditrückzahlungen. Bei der 13. Wiederauffüllung von IDA (IDA 13) stellten die IDA-Geberländer 14,5 Mrd. US-Dollar zusätzlich zur Verfügung (deutscher Kapitalanteil: 10,3 %, deutscher Stimmrechtsanteil circa 7,0 %). Die Wiederauffüllung ermöglichte der IDA zwischen 2002 und 2005 ein Kreditvolumen in Höhe von ca. 26 Mrd. US-Dollar.

## Wiederauffüllungsvolumen der IDA
Die Internationale Entwicklungsorganisation füllt derzeit nach einer dreijährigen Laufzeit ihr Gesamtausleihvolumen durch Geberländer neu auf:
| IDA-Nr. | Laufzeit        | Gesamtvolumen        | Anteil Deutschlands           |
| ------- | --------------- | -------------------- | ----------------------------- |
| IDA 19  | 2020–2026       | 82 Mrd. USD          | 1,6 Mrd. EUR                  |
| IDA 18  | 2017–2020       | 75 Milliarden USD    | 1,6 Mrd. EUR                  |
| IDA 17  | 2014–2017       | 52,1 Milliarden USD  | 1,72 Mrd. USD                 |
| IDA 16  | 2011–2014       | 49,3 Milliarden USD  | 1,86 Mrd. USD                 |
| IDA 15  | 2008–2011       | 41,7 Milliarden USD  | 1.93 Milliarden USD (7,11 %)  |
| IDA 14  | 2006–2008       | 35,4 Milliarden USD  | 1.46 Milliarden USD (7,96 %)  |
| IDA 13  | 2003–2006       | 22,9 Milliarden USD  | 1,31 Milliarden USD (10,3 %)  |
| IDA 12  | 2000–2003       | 20,5 Milliarden USD  | 1,27 Milliarden USD (11 %)    |
| IDA 11  | 1997–2000       | 19,4 Milliarden USD  | 0.84 Milliarden USD (11 %)    |
| IDA 10  | 1993–1996       | 22,7 Milliarden USD  | 2,00 Milliarden USD (11 %)    |
| IDA 9   | 1991–1993       | 15,5 Milliarden USD  |                               |
| IDA 8   | 1987–1989       | 12,4 Milliarden USD  |                               |
| IDA 7   | 1985–1987       | 9 Milliarden USD     |                               |
| IDA 6   | 1982–1985       | 12,6 Milliarden USD  | 1,50 Milliarden USD (12,50 %) |
| IDA 5   | 1979–1982       | 7,69 Milliarden USD  | 838,8 Millionen USD (10,91 %) |
| IDA 4   | 1975–1979       | 4,50 Milliarden USD  | 514,5 Millionen USD (11,43 %) |
| IDA 3   | 1972–1974       | 2,44 Milliarden USD  | 234 Millionen USD (9,59 %)    |
| IDA 2   |                 | 1,20 Milliarden USD  | 117 Millionen USD (9,75 %)    |
| IDA 1   | 1964–?          | 744,73 Millionen USD | 72,6 Millionen USD (9,75 %)   |
| Beginn  | September 1960- | 756,56 Millionen USD | 52,96 Millionen USD (7,7 %)   |